# پاتریک گرچ
پاتریک گرچ (انگلیسی: Patrick Gretsch؛ زادهٔ ۷ آوریل ۱۹۸۷) دوچرخه‌سوار اهل آلمان است.
از باشگاه‌هایی که در آن بازی کرده‌است می‌توان به آژ۲آر لا موندیال، اچ‌تی‌سی-هایرود، و تیم سانوب اشاره کرد.